# Губерт Пельц
Губерт Пельц (нім. Hubert Pölz; 24 січня 1917 — 7 січня 1994) — австрійський і німецький офіцер, льотчик-ас штурмової авіації, гауптман люфтваффе, майор резерву ВПС Австрії. Кавалер Лицарського хреста Залізного хреста з дубовим листям.

## Біографія
В юності займався планеризмом та авіаспортом, отримав диплом пілота. В 1938 році призваний в люфтваффе. Після закінчення льотної підготовки 4 січня 1941 року зарахований в 6-у ескадрилью 2-ї ескадри пікіруючих бомбардувальників (з січня 1942 року — 9-а ескадрилья 3-ї ескадри пікіруючих бомбардувальників). Учасник боїв на Середземному морі. 24 червня 1941 року потопив на північ від Тобрука британський сторожовий корабель «Окленд» та пошкодив крейсер «Аврора». З 1 березня 1942 року — командир своєї ескадрильї. 14 червня 1942 року потопив біля берегів острова Гавдос британський транспорт водотоннажністю близько 10 000 тонн. 3 квітня 1943 року був збитий і отримав важкі поранення. Після одужання в червні 1943 року направлений на Східний фронт. Учасник боїв на Курській дузі, а потім в Криму. З 28 вересня 1943 року — командир 7-ї ескадрильї 3-ї ескадри пікіруючих бомбардувальників, керував авіанальотами на кораблі Чорноморського флоту. 6 жовтня 1943 року потопив радянський есмінець «Харків». 11 жовтня 1943 року здійснив свій 500-й бойовий виліт. 24 червня 1944 року кількість його бойових вильотів перевищила 800. 24 жовтня 1944 року призначений командиром 1-ї групи 151-ї ескадри підтримки сухопутних військ, займав цю посаду до кінця війни. 22 листопада здійснив свій 1000-й бойовий виліт. Всього за час бойових дій здійснив 1055 бойових вильотів і збив 11 літаків, сам був 4 рази збитий і тричі поранений.
В 1950 році заснував фірму ÖFAG (з 1986 року — Aerotechnik GmbH) — першу приватну авіабудівну компанію в післявоєнній Австрії. В 1961/82 роках значився в резерві ВПС Австрії. В 1976 році значно розширив ÖFAG: на той момент в фірми були 6 дочірніх компаній (включаючи автомобільні і паливні), аеродром, льотна школа, 26 літаків і 1400 співробітників. В 1980-х роках вийшов на пенсію. Зник безвісти під час купання на відпочинку в Іспанії. Тіло Пельца не було знайдене. В 2002 році офіційно визнаний мертвим.

## Нагороди
- Нагрудний знак пілота
- Залізний хрест
  - 2-го класу (12 квітня 1941)
  - 1-го класу (18 жовтня 1941)
- Почесний Кубок Люфтваффе (15 червня 1942)
- Німецький хрест в золоті (25 вересня 1942)
- Лицарський хрест Залізного хреста з дубовим листям
  - лицарський хрест (5 лютого 1944) — за 672 бойові вильоти.
  - дубове листя (№661; 25 листопада 1944) — за 1000 бойових вильотів.
- Авіаційна планка штурмовика в золоті з підвіскою «1000»